# 10570 Shibayasuo
10570 Shibayasuo este un asteroid din centura principală de asteroizi.

## Descriere
10570 Shibayasuo este un asteroid din centura principală de asteroizi. A fost descoperit pe 8 aprilie 1994 la Kitami de Kin Endate și Kazuro Watanabe. Asteroidul prezintă o orbită caracterizată de o semiaxă mare de 3,03 ua, o excentricitate de 0,17 și o înclinație de 3,4° în raport cu ecliptica.